# Austin TV
Austin TV es una banda mexicana de post rock y rock instrumental formada en el año 2001 en la Ciudad de México, México.
Se han caracterizado por el concepto de tú cara no importa, importas tú, con el que la agrupación ha buscado animar al público a no prestar atención a la apariencia, sino a fijarse en el interior; por ello, sus integrantes han mantenido sus rostros en anonimato haciendo uso de máscaras.

## Inicios
Austin TV nació cuando Chavo y Pasa, dos de los integrantes de la actual agrupación, coincidieron gracias al gusto que compartían por la música punk. Posteriormente, conocieron a Xna en un concierto de HuleSpuma, banda de punk rock melódico de finales de los noventa y entablaron una amistad con él, consecuencia del gusto por el mismo género musical. 
Chavo y Pasa formaron un grupo de punk llamado Fall Children, mientras Chato inició por su parte una de post-grunge llamada Marca Registrada. Tras la disolución de ambos grupos musicales, decidieron crear algo juntos; probando bateristas sin mucha suerte hasta que Xna, exintegrante de HuleSpuma, se les unió. Mientras que, Chío era una asistente regular a sus ensayos, y una vez que tomaron la decisión de ser un grupo instrumental le propusieron que se uniera a Austin, logrando completar así la alineación y el sonido del grupo.
Desde su comienzo dejaron en claro qué género de música se dedicarían a tocar y, aunque al principio probaron hacer temas con letras, pronto se dieron cuenta de que eran más expresivos tocando música instrumental. Cada una de sus producciones, se muestran con un concepto visual distinto. Además, aparecen caracterizados en el escenario haciendo alusión a su lema, lo que permite que el público se sienta libre al interpretar sus obras.

## Historia

### Primera etapa 2001 —2013
Una vez establecida en el 2001 la primera alineación del grupo, Austin TV edita en el 2002 un EP homónimo conformado por cinco temas. Un año después editan su primer larga duración llamado La última noche del mundo, título tomado del relato del mismo nombre del escritor estadounidense Ray Bradbury.
En marzo de 2004, tres años después de ser parte de la banda, Pasa abandonó el proyecto y Rata se unió a él y con esta nueva alineación comienzan a trabajar en su nuevo LP; sin embargo, una vez que estaban listos para su lanzamiento, la disquera con la que habían planeado el proyecto, desapareció, lo que ocasionó un retraso en la salida del disco.
En 2005 la banda se dedicó a componer el score musical para la película Más que a nada en el mundo dirigida por Andrés León y Javier Solar.
En el 2007 el grupo edita el disco Fontana Bella, que contó con la producción de Emmanuel del Real (también conocido como Meme) y quien es miembro actual de Café Tacvba. Un álbum conceptual que sigue la historia del descenso a la locura de un anciano llamado Mario Lupo González Fábila. Todos los integrantes del grupo participaron en la creación del libro de 60 páginas que acompaña el disco, que simula el diario del protagonista de la historia.
En julio del 2008 entra a la banda Totore como guitarrista y con él una nueva etapa para la agrupación, visitando escenarios como Rock al Parque, Quito Fest, Festival Verde de Cultura en Panamá, entre otros.
En julio del 2009 regresaron a Avándaro, en el Estado de México, a componer el siguiente sencillo de la banda y a inicios del 2010 comenzaron la preproducción del disco de nueva cuenta a manos de Emmanuel del Real. Mientras que para agosto del 2010 grabaron la primera parte de lo que decidieron sería un disco doble el cual se tituló Los caballeros del albedrio. Y para finales del mismo año regresaron al estudio para concluir la grabación de lo que sería su último álbum.
Después de una gira por la República Mexicana, Colombia, Guatemala, El Salvador, Costa Rica, España, Inglaterra, entre otros, se despidieron de los escenarios en el Plaza Condesa en noviembre de 2013 .

### Segunda etapa: el regreso
En el 2022, la agrupación mexicana Austin TV, inundó las calles de la Ciudad de México con carteles con fondo negro y letra blanca con el siguiente mensaje: Tu cara no importa, importas tú, frase con la que se popularizaron durante su incursión en la industria musical. Finalmente, el 27 de septiembre de 2022, casi una década después de su despedida de los escenarios, regresan a la escena musical con un material discográfico en puerta y nuevas máscaras.

Su regreso lo hacen sin Chavo, uno de los miembros fundadores de la banda
Chavo dijo que él ya no quería seguir en la banda, que su vida tenía otro rumbo, pero nos dejó las puertas abiertas y para nosotros fue una decisión difícil, pero era algo que queríamos hacer desde hace muchos años y decidimos entre los cuatro.
Pero lo hicieron con el lanzamiento de De la orquídea y la avispa, su nueva canción, un concierto que tuvo que ser cambiado de sede por la alta demanda de boletos y su confirmación en el escenario del Vive Latino 2023.
En esta nueva etapa, el grupo edita en el 2023 el disco Rizoma.

## Premios Indie-O Music Awards 2008
El 11 de junio de 2008, Austin TV recibió cuatro galardones en los premios Indie-O Music Awards, la primera premiación creada para reconocer a lo mejor de la escena musical independiente en México. Recibieron premios en las siguientes categorías:
- Elección del público.
- Mejor punk y álbum de subgénero.
- Mejor diseño de álbum (arte de Trevore Valenzuela y Marcos Castro).
- Mejor banda del año.
- Coachella 2008

Durante la presentación de su álbum Fontana Bella en la Ciudad de México, a finales de octubre de 2007, el agente de la banda, Carlos Jiju Ruiz, anunció que Austin TV estaba confirmada para presentarse en el festival de Coachella en Indio, California. Tocaron en el mismo día y escenario en donde más tarde lo hicieron Gogol Bordello y Roger Waters.

## Concierto Los Perros Predicen Temblores (2008)
Esta presentación especial se llevó a cabo en el Teatro Metropólitan de la Ciudad de México el 29 de agosto de 2008. Los boletos se agotaron en la primera semana que salieron a la venta. El concierto fue realizado histriónicamente por la banda utilizando un disfraz de xoloitzcuintle; además de xoloitzcuintles reales corriendo alrededor del escenario, coreografías con bailarines y músicos invitados de gran trayectoria, como Meme, tocando la guitarra acústica y teclados; Josué Ortiz Grande, de la banda Vicente Gayo, tocó la guitarra.

## 10 años de "La última noche del mundo" y última presentación en vivo (2013)
En noviembre del año 2013 Austin Tv se presentó en El Plaza Condesa. El motivo de esta presentación fue celebrar el décimo aniversario de su primer disco La última noche del mundo, pero fue también la última vez que Austin tv se presentó en vivo y donde anunciaron que tendrían un receso indefinido.
La legendaria agrupación interpretó todos los temas de su primer LP La última noche del mundo y en un encore tocaron varios temas de toda su discografía.

## Miembros

### Formación actual
- Chiosan - sintetizadores, teclados, samplers
- Totore - guitarra
- Rata - bajo
- Xna Yer - batería, Kaoss pad
- Acky - guitarra
- Fresh Collective - participa en el diseño

### Miembros antiguos
- Chato - guitarra (2001 - 2008)
- Pasa - bajo (2001 - 2004)
- Chavo -  (2001 - 2022)

#### Miembros invitados
- Josué Ortiz Grande de la banda Vicente Gayo  2.ª guitarra de julio a diciembre de 2008
- Emmanuel del Real "Meme" además de producir el disco "Fontana Bella" y Caballeros del Albedrío" tocó la Jarana en la grabación del disco "Caballeros del Albedrío" (2011) . También tocó la Jarana en vivo en el concierto "Los perros predicen temblores" en 2008 en el Teatro Metropolitan y en el concierto en el Teatro de la Ciudad Esperanza Iris en 2013
- Natalia Lafourcade participó tocando varios instrumentos en el tema "Cisne de Pan" del disco "Caballeros del Albedrío" (2011)

## Discografía

### Álbumes de estudio
- La última noche del mundo (2003)
- Fontana Bella (2007)
- Caballeros del albedrío (2011)
- Rizoma (2023)

### Álbumes en directo
- Temblaban con sonata solitaria (DVD) (2006)

### EP
- Austin TV (2002)
- Asrael (2004)

### Sencillos
- El catrín, la sirena, Mexican Cinema (2014)
- De la orquídea y la avispa (2022)

### Compilaciones
- Prueba esto 2 (2003)
- México suena en los Ángeles (2004)
- Nuevos tiempos viejos amigos (2005)
- Todos somos Rigo (2006)
- Tributo a Caifanes (2010)